# Salaberry-de-Valleyfield
Salaberry-de-Valleyfield es una ciudad de la provincia de Quebec en Canadá. Está ubicada en el condado regional de Beauharnois-Salaberry y a su vez, en la región de Vallée-du-Haut-Saint-Laurent en Montérégie. Hace parte de las circunscripciones electorales de Beauharnois a nivel provincial y de Beauharnois−Salaberry a nivel federal.

## Geografía
Salaberry-de-Valleyfield se encuentra ubicada en las coordenadas 45°15′00″N 74°08′00″O / 45.25000, -74.13333. Según Statistique Canada, tiene una superficie total de 107,10 km² y es una de las 1135 municipalidades en las que está dividido administrativamente el territorio de la provincia de Quebec.

## Política
Está incluso en el MRC de Beauharnois-Salaberry. El consejo municipal está compuesto por 8 consejeros representando distritos en la ciudad. El alcalde actual (2015) es Denis Lapointe.
|                    | 2005-2009                          | 2009-2013           | 2013-2017           |
| Alcalde            | Denis Lapointe                     | Denis Lapointe      | Denis Lapointe      |
| 1 - Grande-Île     | Denis Laître                       | Denis Laître        | Denis Laître        |
| 2 - Nitro          | Jean-Marc Rochon                   | Jean-Marc Rochon    | Jean-Marc Rochon    |
| 3 - Georges-Leduc  | Claude Reid                        | Louise Sauvé        | Louise Sauvé        |
| 4 - Champlain      | Robert Savard                      | Robert Savard       | Jean-Luc Pomerleau  |
| 5 - La Baie        | Roger Levert* Jean-Jacques Leduc** | Jean-Jacques Leduc  | François Labossière |
| 6 - Robert-Cauchon | Jacques Smith                      | Jacques Smith       | Jacques Smith       |
| 7 - Jules-Léger    | Pierre-Paul Messier                | Pierre-Paul Messier | Patrick Rancourt    |
| 8 - Saint-Timothée | Normand Amesse                     | Normand Amesse      | Normand Amesse      |

* Consejero al inicio del termo pero no al fin.  ** Consejero al fin del termo pero no al inicio.
El municipio está ubicado en la circunscripción electoral de Beauharnois a nivel provincial y de Beauharnois-Salaberry a nivel federal.

## Demografía
Según el censo de Canadá de 2011, había 40 077 personas residiendo en esta ciudad con una densidad de población de 374,2 hab./km². Los datos del censo mostraron que de las 39 672 personas censadas en 2006, en 2011 hubo un aumento poblacional de 405 habitantes (1%). El número total de inmuebles particulares resultó de 19 050 con una densidad de 177,87 inmuebles por km². El número total de viviendas particulares que se encontraban ocupadas por residentes habituales fue de 18 295.